# Актогайски район
Актогайски район (на казахски: Ақтоғай ауданы) е съставна част на Карагандинска област, Казахстан, с обща площ 50 880 км2 и население 17 342 души (по приблизителна оценка към 1 януари 2020 г.).
Административен център е село Актогай (12 000 души, 1999).
Населените места в района са: Абай, Айиртас, Акжарък, Актас, Актогай, Акший, Жанаорталък, Нуркен, Сарътерек, Сауле и Шълъм.